# 式下郡
- 令制国一覧 > 畿内 > 大和国 > 式下郡
- 日本 > 近畿地方 > 奈良県 > 式下郡

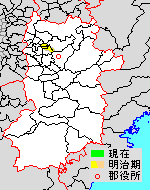
奈良県式下郡の範囲

式下郡（しきげぐん）は、奈良県（大和国）にあった郡。

## 郡域
1880年（明治13年）に行政区画として発足した当時の郡域は、下記の区域にあたる。
- 磯城郡川西町・三宅町の全域
- 天理市の一部（檜垣町・遠田町・海知町・武蔵町）
- 磯城郡田原本町の一部（富本、宮古、新町、阪手、大木、伊与戸、蔵堂、笠形より北東）

## 歴史

### 古代
磯城の下郡の意で、中世までは城下郡（しきのしものこおり）と称した。弥生時代の環濠集落で有名な唐古・鍵遺跡がある。

#### 郷
『和名類聚抄』に記される郡内の郷。
- 賀美
- 大和（於保夜末止）
- 三宅（美也介）
- 鏡作（加加都久利）
- 黒田（久留多）
- 室原（也本也）

大和郷は大和神社の付近。この辺りは古墳が多く大和古墳群がある。周辺を「ヤマト」といったのが「倭」「大倭」「大和」の始まりと比定される。

#### 式内社
『延喜式』神名帳に記される郡内の式内社。
| 神名帳                       | 神名帳              | 神名帳 | 神名帳             | 比定社                     | 比定社                     | 比定社                       | 集成 |
| 社名                         | 読み                | 格     | 付記               | 社名                       | 所在地                     | 備考                         | 集成 |
| ---------------------------- | ------------------- | ------ | ------------------ | -------------------------- | -------------------------- | ---------------------------- | ---- |
| 城下郡 17座（大3座・小14座） |                     |        |                    |                            |                            |                              |      |
| 村屋坐弥富都比売神社         | ムラヤ-ミフツヒメノ | 大     | 月次相嘗新嘗       | 村屋坐弥富都比売神社       | 奈良県磯城郡田原本町蔵堂   |                              |      |
| 池坐朝霧黄幡比売神社         | イケ-               | 大     | 月次相嘗新嘗       | 池坐朝霧黄幡比売神社       | 奈良県磯城郡田原本町法貴寺 |                              |      |
| 鏡作坐天照御魂神社           | カカミツクリ-       | 大     | 月次新嘗           | 鏡作坐天照御魂神社         | 奈良県磯城郡田原本町八尾   |                              |      |
| 千代神社                     | チシロノ            | 小     |                    | （論）千代神社             | 奈良県磯城郡田原本町千代   | 春日神社境内社               |      |
| 千代神社                     | チシロノ            | 小     | （論）千代神社     | 奈良県磯城郡田原本町大安寺 | 森市神社境内社             |                              |      |
| 岐多志太神社 二座            | キタシタノ          | 小     | 鍬靫               | 岐多志太神社               | 奈良県磯城郡田原本町大木   |                              |      |
| 倭恩智神社                   | ヤマトヲンチノ      | 小     | 鍬靫               | 倭恩智神社                 | 奈良県天理市海知町         |                              |      |
| 比売久波神社                 | ヒメクハノ          | 小     | 鍬靫               | 比売久波神社               | 奈良県磯城郡川西町唐院     |                              |      |
| 服部神社 二座                | ハトリノ            | 小     | 鍬靫               | 服部神社                   | 奈良県磯城郡田原本町蔵堂   | 村屋坐弥冨都比売神社境内末社 |      |
| 富都神社                     | フツノ              | 小     | 鍬靫               | 富都神社                   | 奈良県磯城郡田原本町富本   |                              |      |
| 糸井神社                     | イトヰノ            | 小     | 靫                 | 糸井神社                   | 奈良県磯城郡川西町結崎     |                              |      |
| 村屋神社 二座                | ムラヤノ            | 小     |                    | 村屋神社                   | 奈良県磯城郡田原本町蔵堂   | 村屋坐弥冨都比売神社境内摂社 |      |
| 鏡作伊多神社                 | カカミツクリイタノ  | 小     |                    | （論）鏡作伊多神社         | 奈良県磯城郡田原本町保津   |                              |      |
| 鏡作伊多神社                 | カカミツクリイタノ  | 小     | （論）鏡作伊多神社 | 奈良県磯城郡田原本町宮古   |                            |                              |      |
| 鏡作麻気神社                 | カカミツクリマケノ  | 小     |                    | 鏡作麻気神社               | 奈良県磯城郡田原本町小阪   |                              |      |
| 久須須美神社                 | クススミノ          | 小     |                    | 久須々美神社               | 奈良県磯城郡田原本町蔵堂   | 村屋坐弥冨都比売神社境内摂社 |      |
| 凡例を表示                   |                     |        |                    |                            |                            |                              |      |

### 近世
「旧高旧領取調帳」に記載されている明治初年時点での支配は以下の通り。幕府領は奈良奉行が管轄。●は村内に寺社領が、○は村内に寺社除地が存在。（44村）
| 知行   | 知行           | 村数 | 村名 |
| ------ | -------------- | ---- | --- |
| 幕府領 | 幕府領         | 16村 | ○西井上村、○唐古村、○小坂村、○鍵村、遠田村、○西代村、○伊与戸村、○檜垣村、為川村南方、為川村北方、為川村中条方、新屋敷村、大安寺村、○東井上村、坂手村、○蔵堂村                                     |
| 幕府領 | 旗本領         | 2村  | ○大木村、宮古村 |
| 幕府領 | 幕府領・旗本領 | 4村  | ○八田村、●○法貴寺村、○武蔵村、○海知村 |
| 藩領   | 大和郡山藩     | 22村 | ●○黒田村、○南下永村、○下永村、○唐院村、○保田村、○市場村、○中村、井戸村、辻村、梅戸村、○屏風村、○南伴堂村、北伴堂村、○石見村、○八尾村、新町村、○但馬村、富本村、○小柳村、○吐田村、○今里村、○平田村 |

### 近代
- 慶応4年
  - 2月5日（1868年2月27日）[7] - 幕府領が奈良府の管轄となる。
  - 5月21日（1868年7月10日） - 旗本領・寺社領が奈良府の管轄となる。
  - 7月29日（1868年9月15日） - 奈良府が改称して奈良県（第1次）となる。
- 明治4年（45村）
  - 7月14日（1871年8月29日） - 廃藩置県により、藩領が郡山県の管轄となる。
  - 11月22日（1872年1月2日） - 第2次府県統合により、全域が奈良県の管轄となる。
  - 但馬村の一部（枝郷五伝方）が分立して上但馬村となる。
- 明治初年（46村）
  - 坂手村が分割して阪手南村・阪手北村となる。
  - 為川村中条方が改称して金沢村となる。
- 明治8年（1875年） - 上但馬村が但馬村に合併。（45村）
- 明治9年（1876年）4月18日 - 第2次府県統合により堺県の管轄となる。
- 明治11年（1878年）（41村）
  - 市場村・中村・井戸村・辻村が合併して結崎村となる。
  - 南伴堂村・北伴堂村が合併して伴堂村となる。
- 明治12年（1879年） - 南下永村が下永村に合併。（40村）
- 明治13年（1880年）
  - 4月15日 - 郡区町村編制法の堺県での施行により、行政区画としての式下郡が発足。式上郡三輪村に「三輪郡役所」が設置され、同郡および十市郡・宇陀郡とともに管轄したが、まもなく「十市式上式下宇陀郡役所」に改称。
  - 阪手南村・阪手北村が合併して阪手村となる。（39村）
- 明治14年（1881年）2月7日 - 大阪府の管轄となる。
- 明治17年（1884年）（41村）
  - 屏風村の一部が分立して三河村となる。
  - 但馬村の一部（枝郷五伝方）が再び分立して上但馬村となる。
- 明治20年（1887年）11月4日 - 奈良県（第2次）の管轄となる。

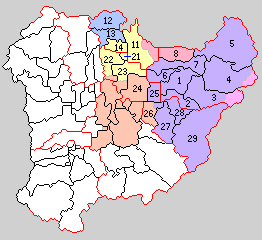
11.川東村 12.川西村 13.三宅村 14.都村（赤：天理市 黄：磯城郡田原本町 青：合併なし 1 - 8は式上郡、21 - 29は十市郡）

- 明治22年（1889年）4月1日 - 町村制の施行により、以下の町村が発足。（4村）
  - 川東村 ← 檜垣村、遠田村、武蔵村、海知村（現・天理市）、為川村南方、為川村北方、蔵堂村、新屋敷村、伊与戸村、大木村、平田村、金沢村、法貴寺村、東井上村、西井上村、大安寺村、阪手村、小坂村、鍵村、唐古村、八田村、西代村、今里村（現・磯城郡田原本町）
  - 川西村 ← 結崎村、下永村、吐田村、梅戸村、唐院村、保田村（現・川西町）
  - 三宅村 ← 伴堂村、但馬村、上但馬村、小柳村、屏風村、三河村、石見村（現・三宅町）
  - 都村 ← 宮古村、黒田村、富本村、新町村、八尾村（現・磯城郡田原本町）
- 明治30年（1897年）4月1日 - 郡制の施行のため、式上郡・式下郡・十市郡の区域をもって磯城郡が発足。同日式下郡廃止。

## 行政
三輪郡長→堺県十市・式上・式下・宇陀郡長
| 代 | 氏名 | 就任年月日                | 退任年月日               | 備考         |
| -- | ---- | ------------------------- | ------------------------ | ------------ |
| 1  |      | 明治13年（1880年）4月15日 |                          |              |
|    |      |                           | 明治14年（1881年）2月6日 | 大阪府に移管 |

大阪府十市・式上・式下・宇陀郡長
| 代 | 氏名 | 就任年月日               | 退任年月日                | 備考         |
| -- | ---- | ------------------------ | ------------------------- | ------------ |
| 1  |      | 明治14年（1881年）2月7日 |                           |              |
|    |      |                          | 明治20年（1887年）11月3日 | 奈良県へ移管 |

奈良県十市・式上・式下・宇陀郡長
| 代 | 氏名 | 就任年月日                | 退任年月日                | 備考                                   |
| -- | ---- | ------------------------- | ------------------------- | -------------------------------------- |
| 1  |      | 明治20年（1887年）11月4日 |                           |                                        |
|    |      |                           | 明治30年（1897年）3月31日 | 十市郡・式上郡との合併により式下郡廃止 |